# 佐々木清隆
佐々木 清隆（ささき きよたか、1961年2月19日 - ）は、日本の財務官僚。初代金融庁総合政策局長を経て、一橋大学グローバル金融規制研究フォーラム代表、一橋大学大学院経営管理研究科客員教授。

## 人物・経歴
東京都足立区千住出身。立教中学校に入学。佐々木の両親は「そのまま大学まで立教で」という気持ちだったようだが、佐々木は「お坊ちゃん」ばかりの学校にいまひとつ馴染めなかった。立教中学校卒業後は開成高等学校に入学。中学から開成に入学している生徒は一年先に授業が進んでいて、高一の段階で高二の学習内容に取り組んでいる。そのため､「ともかく高一のときは一生で一番勉強した。朝起きて勉強して、学校から帰ってきたらちょっと寝て、また勉強」と、佐々木は勉強漬けの日々を送ることになった。実力テストで学年一位を取ったこともある。1979年東京大学に入学。専門課程では法学部第2類（公法コース）に進学。東大法学部第2類（公法コース）在学中に国家公務員試験を最上位の成績で合格。1983年東京大学法学部第2類（公法コース）卒業。大蔵省入省。銀行局調査課。
1991年証券局総務課長補佐（企画）、1993年OECD派遣、1997年金融検査部管理課長補佐、1999年金融監督庁検査部検査企画官、2001年大臣官房企画課兼国際局国際機構課、2002年IMF派遣。
2005年金融庁証券取引等監視委員会事務局特別調査課長。2007年金融庁証券取引等監視委員会事務局特別総務課長。2010年金融庁検査局総務課長。2011年金融庁総務企画局審議官（検査局担当） 兼公認会計士・監査審査会事務局長。2015年金融庁証券取引等監視委員会事務局長。2017年7月5日 金融庁総務企画局総括審議官。2018年7月17日 金融庁総合政策局長。2019年金融庁参与、合同会社グローバル金融研究所代表社員・業務執行社員、一橋大学大学院経営管理研究科客員教授（金融戦略・経営財務プログラム担当）、デロイト トーマツ合同会社上級顧問 (Senior Advisor) 兼アジア太平洋地域規制戦略センター上級顧問 (Senior Advisor to Asia Pacific Center for Regulatory Strategy)。同年一橋大学でグローバル金融規制研究フォーラムを設立し同代表。2020年多摩大学社会的投資研究所客員研究員。2021年東京ドリームキャピタル顧問。2022年エクサウィザーズアドバイザー。2023年日本暗号資産取引業協会理事。

## 著書
- 『グローバル金融規制と新たなリスクへの対応』（きんざい）2021年4月 ISBN 978-4322138504

## 関連書籍
- 『金融庁戦記 企業監視官・佐々木清隆の事件簿』 大鹿靖明（講談社）2021年10月 ISBN 978-4065259115